# Giacomo Casanova
Giacomo Girolamo Casanova, även kallad Jean-Jacques Casanova de Seingalt (han tog sig 1760 namnet Chevalier de Seingalt), född 2 april 1725 i Venedig, Republiken Venedig, död 4 juni 1798 i Dux, Böhmen, var en italiensk äventyrare och författare. Bror till Giovanni Casanova och Francesco Casanova. Hans efternamn har blivit synonymt med kvinnotjusare.
Giacomo Girolamo Casanova reste runt i Europa på 1700-talet och ägnade sig åt sexuella utsvävningar - enligt hans självbiografi. Han fick in pengar från kvinnorna, från spelande, spioneri och ett lotteri han arrangerade. Självbiografin har bara publicerats i delar fram till modern tid. Nu finns den helt utgiven komplett med kopparstick.

## Biografi
Giacomo Casanovas föräldrar, Zanetta Farussi och Gaetano Casanova, var skådespelare. Hans mor lät honom studera, och vid 16 års ålder disputerade han som juridicae doktor på en avhandling om judarnas rätt att bygga synagogor. Han blev därefter abbé men övergick snart till militäryrket, sedan han funnit att prästyrket inte passade hans temperament. Han blev fänrik vid garnisonen på Korfu och deltog i en beskickning till Istanbul, Osmanska riket, deserterade och råkade i svårigheter som fiolspelare på en teater. Han blev dock därefter adopterad av den rike senatorn Matteo Bragadin och levde en tid i lyx.
År 1755 blev han emellertid häktad och förpassad till dogepalatsets fruktade blykamrar i sin hemstad Venedig. Från dessa företog han 31 oktober samma år en våghalsig och ryktbar flykt, som snabbt gjorde honom känd över Europa. Nu vidtog ett kringflackande liv, varunder han uppträdde som grand seigneur och nästan överallt skaffade sig tillträde till hoven. Där gjorde han bekantskap med tidens förnämsta personligheter (såsom Voltaire, Rousseau, Haller och Winckelmann), men inlät sig på samma gång i de vildaste äventyr. Han vistades vid både Katarina II:s och Fredrik II av Preussens hov, och utkämpade en ryktbar duell mot den polske riksfältherren greve Franciszek Ksawery Branicki. Genom denna duell ansåg sig Casanova ha adlat sig själv.

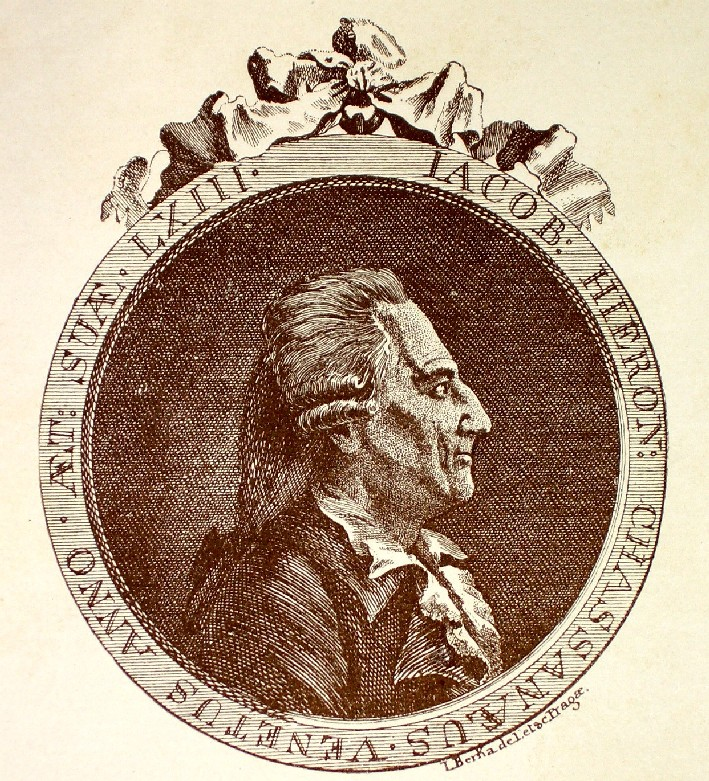
Avbildad i mars 1788, 62 år gammal.

Genom sitt imponerande yttre och utomordentliga sätt lyckades han vinna insteg hos mången lättrogen och begagnade sig även av alkemistiska och kabbalistiska konster för att tillskansa sig medel. Överallt var han hjälten i kärleksäventyr, dueller och intriger, i Paris, Berlin, London, Madrid, Sankt Petersburg, Warszawa och flera italienska huvudstäder, tills mot 1770-talet hans stjärna började dala. Länge var en ädel gammal dam i Paris vilken han utlovat en underbar föryngringskur, Mme d'Urfé, den som i huvudsak försörjde honom.
1785 flyttade Casanova till den lilla staden Dux i norra Böhmen (dagens Tjeckien). Fram till sin död verkade han här som bibliotekarie hos en greve Waldstein. Enligt ryktet var han också Mozart behjälplig inför urpremiären av Don Giovanni i Prag 1786.

## Utmärkelser
Asteroiden 7328 Casanova är uppkallad efter honom.
- Riddare av Gyllene sporren[3]

[Redigera Wikidata]

### Boktitlar (urval)

#### Italienska och franska
- 1752 - Zoroastro, tragedia tradotta dal Francese, da rappresentarsi nel Regio Elettoral Teatro di Dresda, dalla compagnia de' comici italiani in attuale servizio di Sua Maestà nel carnevale dell'anno MDCCLII. Dresda.
- 1753 - La Moluccheide, o sia i gemelli rivali. Dresda
- 1769 - Confutazione della Storia del Governo Veneto d'Amelot de la Houssaie, Amsterdam (Lugano).
- 1772 - Lana caprina. Epistola di un licantropo. Bologna.
- 1774 - Istoria delle turbolenze della Polonia. Gorizia.
- 1775 - Dell'Iliade di Omero tradotta in ottava rima. Venezia.
- 1779 - Scrutinio del libro "Eloges de M. de Voltaire par différents auteurs". Venezia.
- 1780 - Opuscoli miscellanei - Il duello - Lettere della nobil donna Silvia Belegno alla nobildonzella Laura Gussoni. Venezia.
- 1781 - Le messager de Thalie. Venezia.
- 1782 - Di aneddoti veneziani militari ed amorosi del secolo decimoquarto sotto i dogadi di Giovanni Gradenigo e di Giovanni Dolfin. Venezia.
- 1782 - Né amori né donne ovvero la stalla ripulita. Venezia.
- 1786 - Soliloque d'un penseur, Prague chez Jean Ferdinande noble de Shonfeld imprimeur et libraire.
- 1787 - Histoire de ma fuite des prisons de la République de Venise qu'on appelle les Plombs. Ecrite a Dux en Boheme l'année 1787, Leipzig chez le noble de Shonfeld.
- 1788 - Icosameron ou histoire d'Edouard, et d'Elisabeth qui passèrent quatre vingts ans chez les Mégramicres habitante aborigènes du Protocosme dans l'interieur de notre globe, traduite de l'anglois par Jacques Casanova de Seingalt Vénitien Docteur èn lois Bibliothécaire de Monsieur le Comte de Waldstein seigneur de Dux Chambellan de S.M.I.R.A., Prague à l'imprimerie de l'école normale.
- 1790 - Solution du probleme deliaque démontrée par Jacques Casanova de Seingalt, Bibliothécaire de Monsieur le Comte de Waldstein, segneur de Dux en Boheme e c., Dresde, De l'imprimerie de C.C. Meinhold.
- 1790 - Corollaire a la duplication de l'Hexaedre donée a Dux en Boheme, par Jacques Casanova de Seingalt, Dresda.
- 1790 - Demonstration geometrique de la duplicaton du cube. Corollaire second, Dresda.
- 1797 - A Leonard Snetlage, Docteur en droit de l'Université de Gottingue, Jacques Casanova, docteur en droit de l'Universitè de Padoue.
- 1960-1961 - Histoire de ma vie, F.A. Brockhaus, Wiesbaden e Plon, Paris. Mémoires (Memoarer)
- 1993 - Jacques Casanova de Seingalt - Histoire de ma vie. Texte intégral du manuscrit original, suivi de textes inédits. Édition présentée et établie par Francis Lacassin. (ISBN 2-221-06520-4). Éditions Robert Laffont

#### Svenska översättningar
- Ur Casanovas memoirer (övers. från franskan av G. Scheutz, J W Lundbergs boktryckeri i Stockholm, 1855) (750 s.)
- Memoarer (översättning E. Karlholm, Dahlberg, 1919-1920). Ny uppl., bearb. av Harry Lundin, Niloë, 1980-1982
- Memoarer (översättning I. B. (dvs. Ingrid Buxbaum), A.-B. för spridning av litterära verk, 1925)
- Memoarer (fullständig översättning från franska originalet av Emil Giljam, Världslitteraturens förlag, 1928-1929) (Fem band, ca 2550 s.)
- Casanovas memoarer (översättning och svensk bearbetning av Gallie och Helge Åkerhielm, B. Wahlström, 1956)
- Jacques Casanova de Seingalts memoarer (översättning Claës Gripenberg, Bonnier, 1962)

## Filmer
- Fellinis Casanova av Federico Fellini (1976) med Donald Sutherland
- 1987 – Casanova i regi av Simon Langton med Richard Chamberlain i huvudrollen
- 2005 – Casanova  av Lasse Hallström med Heath Ledger
- Casanova av Russell T Davies (2005) med David Tennant [4]

### Fotnoter
1. ↑  Bo Eriksson (28 augusti 2011). ”Casanova skapade legenden om sig själv”. Svenska dagbladet. http://www.svd.se/casanova-skapade-legenden-om-sig-sjalv. Läst 31 oktober 2015.
2. ↑  ”Minor Planet Center 7328 Casanova” (på engelska). Minor Planet Center. https://www.minorplanetcenter.net/db_search/show_object?object_id=7328. Läst 24 juni 2023.
3. ↑  Casanova (på engelska), s. 158, läs online, läst: 26 maj 2025.[källa från Wikidata]
4. ↑  ”Casanova (2005 TV serial)” (på engelska). Wikipedia. 2020-07-07. https://en.wikipedia.org/w/index.php?title=Casanova_(2005_TV_serial)&oldid=966488624. Läst 8 juli 2020.